# رادیو آی‌هارت
رادیو آی‌هارت (به انگلیسی: iHeartRadio) یک رادیو اینترنتی است.این رادیو از آوریل ۲۰۰۸ آغاز به کار کرده‌است. هم اکنون رادیو آی‌هارت از تلفن‌های همراه و کنسول‌های بازی در دسترس است.
آی هارت ریدیو در سال ۲۰۱۴ برای اولین بار اقدام به برگزاری مسابقات موسیقی رادیو آی‌هارت (به انگلیسی: iHeartRadio Music Awards) کرد.

## دسترسی
آی هارت ریدیو در کشورهای ایالات متحده آمریکا ،استرالیا و نیوزیلند در دسترس است.